# Premis del Cinema Europeu
Els Premis del Cinema Europeu es concedeixen anualment per l'Acadèmia de Cinema Europeu per reconèixer l'excel·lència en les produccions cinematogràfiques. Berlín, seu de l'Acadèmia, és el lloc on més vegades s'ha realitzat el lliurament de premis.

## Història
Els Premis del Cinema Europeu (o Premis de l'Acadèmia del Cinema Europeu) es presenten anualment des de 1988 per l'Acadèmia del Cinema Europeu per reconèixer l'excel·lència en els èxits cinematogràfics europeus. Els premis s'atorguen en 19 categories, de les quals la més important és la Millor pel·lícula. Es restringeixen al cinema europeu i als productors, directors i actors europeus. Els premis també es van anomenar oficialment "Premis Félix" fins al 1997, en referència a l'anterior estatueta del trofeu, que va ser substituïda per una estatueta femenina.
Des de 1997, els Premis del Cinema Europeu se celebren la primera quinzena de desembre. Les tasques d'acollida s'han alternat entre Berlín, Alemanya en anys senars i altres ciutats europees en anys parells. L'edició de desembre de 2020 va ser una cerimònia virtual. El 2022, com a reacció a la invasió russa d'Ucraïna el 2022, les pel·lícules russes van ser excloses dels Premis del Cinema Europeu.

## Ciutats amfitriones
| Edició | Any  | Ciutat      | País       | Lloc                               | Presentador/a                                                                               | Data                   |
| ------ | ---- | ----------- | ---------- | ---------------------------------- | ------------------------------------------------------------------------------------------- | ---------------------- |
| I      | 1988 | Berlín      | Alemanya   | Theater des Westens                | Jan Niklas i Désirée Nosbusch                                                               | 26 de novembre de 1988 |
| II     | 1989 | París       | França     | Théâtre des Champs-Élysées         | Fernando Rey i Agnès Soral                                                                  | 25 de novembre de 1989 |
| III    | 1990 | Glasgow     | Escòcia    | Royal Concert Hall                 | Sheena McDonald i Melvyn Bragg                                                              | 2 de desembre de 1990  |
| IV     | 1991 | Potsdam     | Alemanya   | Babelsberg                         | Désirée Nosbusch-Becker i Johannes Willms                                                   | 1 de desembre de 1991  |
| V      | 1992 | Potsdam     | Alemanya   | Babelsberg                         | Senta Berger i Ben Kingsley                                                                 | 25 de novembre de 1992 |
| VI     | 1993 | Berlín      | Alemanya   | Babelsberg                         | Fanny Ardant                                                                                | 4 de desembre de 1993  |
| VII    | 1994 | Berlín      | Alemanya   | Spiegelzelt                        |                                                                                             | 27 de novembre de 1994 |
| VIII   | 1995 | Berlín      | Alemanya   | Bar jeder Vernunft                 |                                                                                             | 12 de novembre de 1995 |
| IX     | 1996 | Potsdam     | Alemanya   | Babelsberg                         |                                                                                             | 8 de novembre de 1996  |
| X      | 1997 | Berlín      | Alemanya   | Aeroport de Tempelhof              | Tania Bryer                                                                                 | 7 de desembre de 1997  |
| XI     | 1998 | Londres     | Anglaterra | Old Vic Theatre                    | Mel Smith i Carole Bouquet                                                                  | 4 de desembre de 1998  |
| XII    | 1999 | Berlín      | Alemanya   | Teatre Schiller                    | Mel Smith i Carole Bouquet                                                                  | 4 de desembre de 1999  |
| XIII   | 2000 | París       | França     | Teatre Nacional de Chaillot        | Rupert Everett i Antoine de Caunes                                                          | 2 de desembre de 2000  |
| XIV    | 2001 | Berlín      | Alemanya   | Tempodrom                          | Mel Smith                                                                                   | 1 de desembre de 2001  |
| XV     | 2002 | Roma        | Itàlia     | Teatro dell'Opera di Roma          | Asia Argento i Mel Smith                                                                    | 7 de desembre de 2002  |
| XVI    | 2003 | Berlín      | Alemanya   | Treptow Arena                      | Heino Ferch                                                                                 | 6 de desembre de 2003  |
| XVII   | 2004 | Barcelona   | Catalunya  | Edifici Fòrum                      | Maria de Medeiros i Juanjo Puigcorbé                                                        | 11 de desembre de 2004 |
| XVIII  | 2005 | Berlín      | Alemanya   | Treptow Arena                      | Heino Ferch                                                                                 | 3 de desembre de 2005  |
| XIX    | 2006 | Varsòvia    | Polònia    | Gran Teatre                        | Maciej Stuhr i Sophie Marceau                                                               | 2 de desembre de 2006  |
| XX     | 2007 | Berlín      | Alemanya   | Treptow Arena                      | Jan Josef Liefers i Emmanuelle Béart                                                        | 1 de desembre de 2007  |
| XXI    | 2008 | Copenhaguen | Dinamarca  | Fòrum Copenhaguen                  | Mikael Bertelsen                                                                            | 6 de desembre de 2008  |
| XXII   | 2009 | Bochum      | Alemanya   | Jahrhunderthalle                   | Anke Engelke                                                                                | 12 de desembre de 2009 |
| XXIII  | 2010 | Tallinn     | Estònia    | Nokia Concert Hall                 | Anke Engelke i Märt Avandi                                                                  | 4 de desembre de 2010  |
| XXIV   | 2011 | Berlín      | Alemanya   | Tempodrom                          | Anke Engelke                                                                                | 3 de desembre de 2011  |
| XXV    | 2012 | Valletta    | Malta      | Mediterranean Conference Centre    | Anke Engelke                                                                                | 1 de desembre de 2012  |
| XXVI   | 2013 | Berlín      | Alemanya   | Haus der Berliner Festspiele       | Anke Engelke                                                                                | 7 de desembre de 2013  |
| XXVII  | 2014 | Riga        | Letònia    | Latvian National Opera             | Thomas Hermanns                                                                             | 13 desembre de 2014    |
| XXVIII | 2015 | Berlín      | Alemanya   | Haus der Berliner Festspiele       | Thomas Hermanns                                                                             | 13 de desembre de 2015 |
| XXIX   | 2016 | Breslau     | Polònia    | National Forum of Music            | Maciej Stuhr                                                                                | 10 de desembre de 2016 |
| XXX    | 2017 | Berlín      | Alemanya   | Haus der Berliner Festspiele       | Thomas Hermanns                                                                             | 9 de desembre de 2017  |
| XXXI   | 2018 | Sevilla     | Espanya    | Teatro de la Maestranza            | Rossy de Palma, Ashraf Barhom, Amira Casar, Anamaria Marinca, Ivan Shvedoff i Tom Wlaschiha | 15 de desembre de 2018 |
| XXXII  | 2019 | Berlín      | Alemanya   | Haus der Berliner Festspiele       | Anna Brüggemann i Aiste Dirziute                                                            | 7 de desembre de 2019  |
| XXXIII | 2020 | Reykjavík   | Islàndia   | Harpa Conference and Concert Hall  |                                                                                             | 12 de desembre de 2020 |
| XXXIV  | 2021 | Berlín      | Alemanya   | Haus der Berliner Festspiele       |                                                                                             | 11 de desembre de 2021 |
| XXXV   | 2022 | Reykjavík   | Islàndia   | Harpa Conference and Concert Hall  |                                                                                             | 10 de desembre de 2022 |
| XXXVI  | 2023 | Berlín      | Alemanya   | Treptow Arena                      | Britta Steffenhagen i Robert Lehniger                                                       | 10 de desembre de 2023 |
| XXXVII | 2024 | Lucerna     | Suïssa     | Kultur- und Kongresszentrum Luzern |                                                                                             | 7 de desembre de 2024  |